# Sarkofag

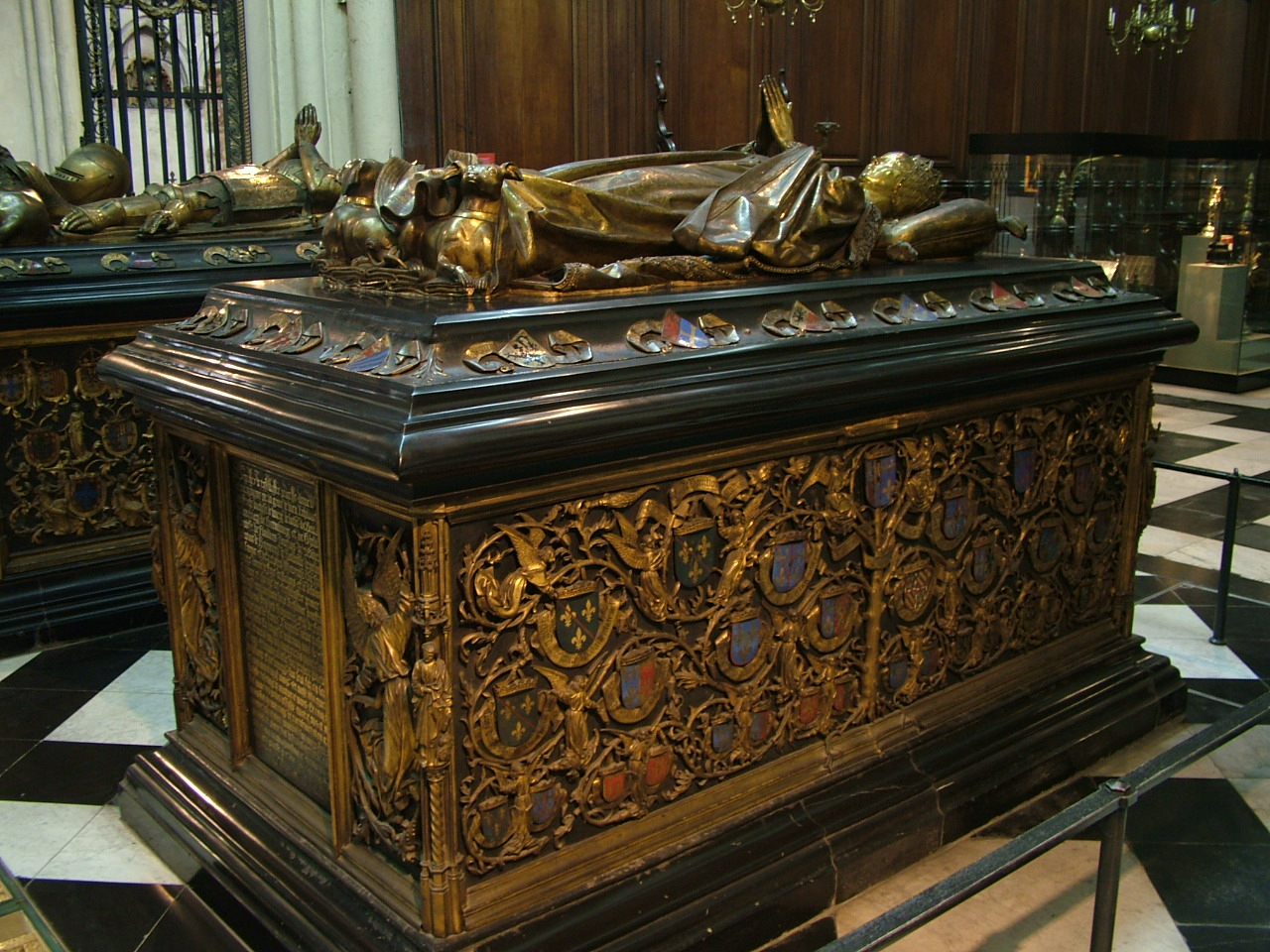
Sarkofag Marii Burgundzkiej, 1502 (2008)

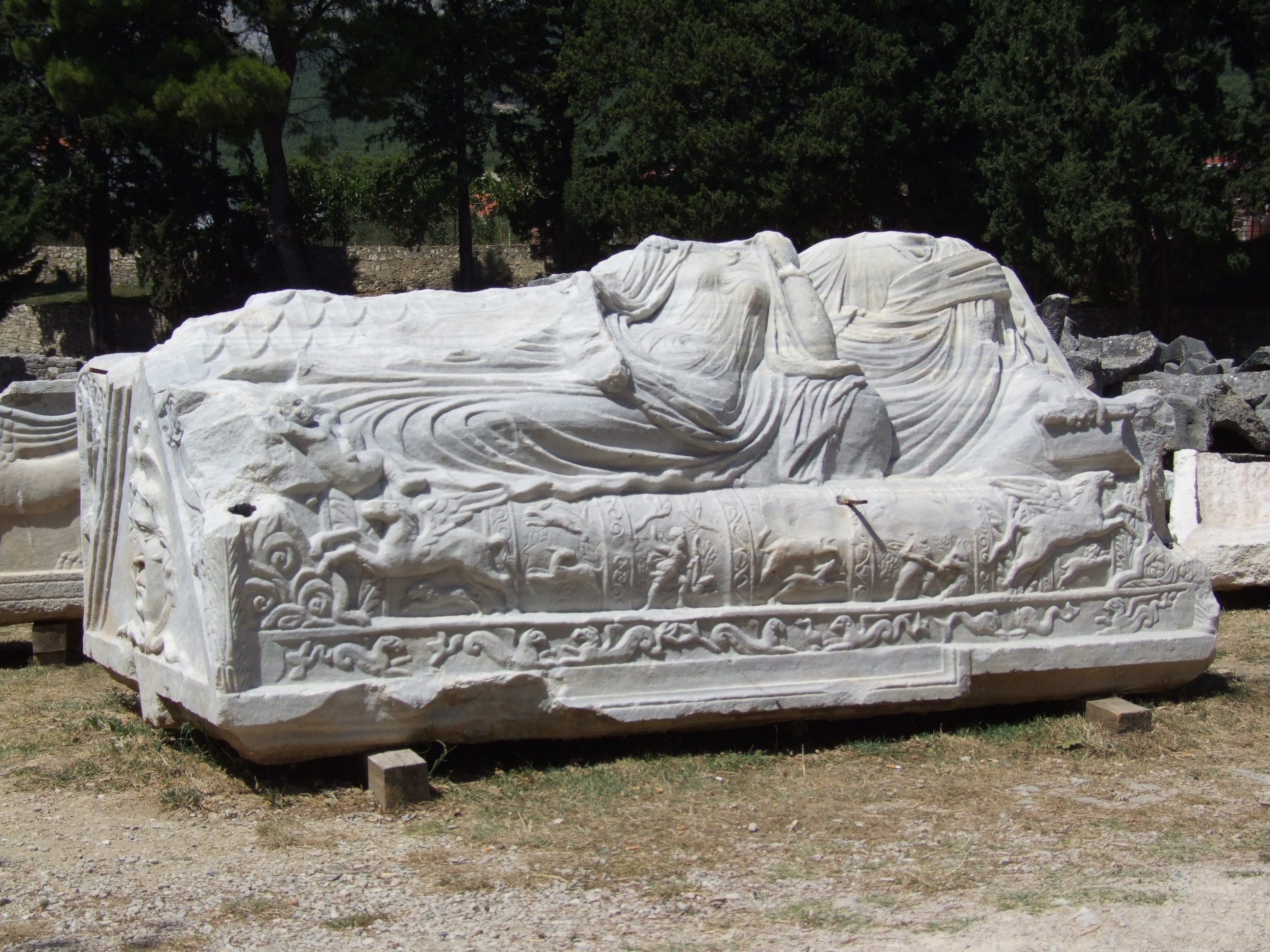
Rodzinny sarkofag z marmuru (późne Cesarstwo Rzymskie), Salona w Chorwacji

Sarkofag (gr. σαρκoφάγος / sarkophagos;  z gr. σάρξ / sarx – 1. „mięso”, 2. „ciało” + gr. φαγειν / phagein – „zjeść, pożreć”) – zdobiona trumna w kształcie skrzyni ceramicznej lub kamiennej, dekorowana techniką malarską lub rzeźbiarską, znana od czasów starożytnych.
Nazwa, zlatynizowana i rozpropagowana przez Pliniusza Starszego, wywodzi się ze sposobu pochówku zmarłych stosowanego do dziś w niektórych rejonach Grecji i Azji Mniejszej, polegającego na tymczasowym składaniu ich w kamiennej trumnie (sarkofagu) na około siedem lat. Po tym czasie, kiedy zwłoki są już zazwyczaj całkowicie oczyszczone z tkanek miękkich, zwyczaj nakazuje wydobyć z sarkofagu pozostałe kości, które uroczyście chowane są ponownie, np. wmurowywane w ścianę w urnie. Sam sarkofag zaś posłużyć może następnemu zmarłemu. Zwyczaj ten pozwala zaoszczędzić w skalistych okolicach cennych gruntów, bowiem nie ma potrzeby „marnować” ich na cmentarze, skoro kamienne sarkofagi można ustawiać na nieużytecznych z punktu widzenia rolniczego skałach. Herodot błędnie wierzył, że właściwość „pożerania mięsa” zależy m.in. od rodzaju kamienia, z którego wykonany jest sarkofag.
Nazwę tę stosuje się obecnie w odniesieniu także do takich kamiennych trumien, które nigdy nawet w zamierzeniu nie miałyby służyć do ponownego pochówku innej osoby, a zatem również do „ostatecznych” trumien kamiennych. Sarkofagi znano i wykorzystywano w wielu kulturach, wykonując je z różnych materiałów:
- starożytny Egipt – w okresie Starego Państwa – z ciosów kamiennych lub wykute w monolicie, z cegły lub terakoty, zdobione hieroglifami; w okresie Średniego Państwa – z drewna, zdobione polichromią i Tekstami Sarkofagów; w okresie Nowego Państwa – sarkofagi zwykle wykonywano z bazaltu lub kwarcytu, rzadziej z granitu. Zwykle były monolityczne, bogato ozdobione reliefami przedstawiającymi sceny mitologiczne.  Do sarkofagów składano antropoidalne trumny z zabalsamowanymi zwłokami; dla władców ostatnią, wewnętrzna trumnę wykonywano ze złota, inkrustowaną lazurytem, emalią i alabastrem.
- starożytna Grecja – występują sporadycznie, wykonywane najczęściej z terakoty, zdobione reliefami, sarkofag Aleksandra Wielkiego wykonano z marmuru;
- etruskie – z terakoty lub wykuwane w kamieniu. Zdobione reliefem z portretem zmarłego w pozycji leżącej
- starożytny Rzym – w okresie od III w. p.n.e. do I w. p.n.e. występują sporadycznie, od II w. upowszechniły się wykonane z marmuru zdobione na bokach reliefami o tematyce mitologicznej, (w III w. historycznej), wieko zdobi dwuspadowy daszek lub portret zmarłego.
- w okresie wczesnego chrześcijaństwa – sarkofagi mają formę przyjętą z sarkofagów rzymskich, tematyka zdobnicza zaczerpnięta jest z historii Nowego Testamentu.
- średniowiecze – w okresie romańskim oraz gotyckim zdobione są reliefami, wizerunkiem zmarłego. Sarkofagi coraz częściej przybierają formę tumby
- XVIII i początki XIX w. – to powrót sarkofagów w formie naśladującej sarkofagi antyczne, jako ozdoby parków krajobrazowych.